# Melanesia borneoensis
Melanesia borneoensis är en insektsart som beskrevs av Frederick Arthur Godfrey Muir 1913. Melanesia borneoensis ingår i släktet Melanesia och familjen sporrstritar. Inga underarter finns listade i Catalogue of Life.